# Copa Olímpica
La Copa Olímpica fue instituida por Pierre de Coubertin en 1906 y se otorga a una institución o asociación con un récord de mérito e integridad en el desarrollo activo del Movimiento Olímpico. La Copa Olímpica es el trofeo más alto y el más codiciado en el mundo del deporte. También se llama "Copa de Honor", tiene como objetivo reconocer anualmente, uno que, a juicio del Comité Olímpico Internacional, ha hecho la mayor parte para el beneficio del olimpismo y el deporte. Este reconocimiento es considerado el Premio Nobel de Deportes. La concesión del título se hace por el COI después de un examen riguroso y detallado de los expedientes presentados por los candidatos.
Sus receptores han incluido clubes deportivos aficionados, escuelas, periódicos y administraciones deportivas nacionales, aunque se otorga principalmente a grupos relacionados con la organización de los Juegos Olímpicos.

## Receptores de la Copa Olímpica
- 1906 - Touring Club de Francia
- 1907 - Real Regata de Henley
- 1908 - Asociación Central Sueca para la Promoción del Deporte
- 1909 - Gimnasia Alemana
- 1910 - El movimiento Sokol
- 1911 - Touring Club Italiano
- 1912 - Unión de Sociedades de Gimnasia de Francia
- 1913 - Club Atlético de Hungría
- 1914 - Unión atlética amateur de América
- 1915 - Rugby School
- 1916 - Confrérie Saint-Michel de Gand
- 1917 - Real Federación de Fútbol de los Países Bajos
- 1918 - Equipos Deportivos del Frente Aliado
- 1919 - Instituto Olímpico de Lausana
- 1920 - Y.M.C.A. International College, Springfield
- 1921 - Federación Danesa de Deportes
- 1922 - Unión atlética amateur de Canadá
- 1923 - Asociación Deportiva de Cataluña
- 1924 - Federación Atlética y Gimnástica de Finlandia
- 1925 - Comité Nacional de Educación Física del Uruguay
- 1926 - Federación Noruega de Esquí
- 1927 - Coronel Robert M. Thomson
- 1928 - Junta Nacional Mexicana
- 1929 - Comité Mundial YMCA
- 1930 - Asociación Suiza de Fútbol (Asociación Suiza de Fútbol y Atletismo)
- 1931 - Asociación Nacional de Campos de Juego, Gran Bretaña
- 1932 - Colegio Alemán de Educación Física
- 1933 - Federación Suiza de Gimnasia
- 1934 - Opera Nazionale Dopolavoro
- 1935 - Asociación Nacional de Recreación y Parque
- 1936 - Asociación Helénica de Atletismo Amateur
- 1937 - Unión austríaca de patinaje
- 1938 - Academia Real de Educación Física de Hungría
- 1939 - Kraft durch Freude
- 1940 - Gimnasia Sueca
- 1941 - Comité Olímpico Finlandés
- 1942 - Guillermo Guillermo de William
- 1943 - Comité Olímpico de Argentina
- 1944 - Ciudad de Lausana
- 1945 - Asociación Noruego de Atletismo
- 1946 - Comité Olímpico de Colombia
- 1947 - Sigfrid Edström, Presidente de la COI
- 1948 - Consejo Central de Recreación Física
- 1949 - Fluminense Football Club
- 1950 - Comité Olímpico Belga
- 1950 - Comité Olímpico de Nueva Zelanda
- 1951 - Académie des Sports, París
- 1952 - Ciudad de Oslo (Oslo)
- 1953 - Ciudad de Helsinki
- 1954 - Oficina Federal de Deportes (Escuela Federal de Deportes y Gimnasia) de Suiza
- 1955 - Comité Organizador de los VII Juegos Centroamericanos y del Caribe
- 1955 - Comité Organizador de los Juegos Panamericanos de 1955
- 1956 - Sin premio
- 1957 - Federación Silent Sports de Italia
- 1958 - Sin premio
- 1959 - Panathlon Italiano, Génova
- 1960 - Comité Olímpico Nacional Italiano
- 1961 - Helms Hall Fundación, Los Ángeles
- 1962 - Comité Organizador de los Juegos Bolivarianos de 1961
- 1963 - Asociación Australiana de Juegos de la Commonwealth (Asociación Australiana de Juegos de la Commonwealth)
- 1964 - Comité Californiano del Sur para los Juegos Olímpicos, Los Ángeles
- 1965 - Ciudad de Tokio
- 1966 - Comité Internacional de Deportes Silenciosos
- 1967 - Juegos Bolivarianos
- 1968 - Gente de la Ciudad de México
- 1969 - Comité Olímpico Polaco
- 1970 - Comité Organizador de los Juegos Asiáticos de 1966 y Juegos Asiáticos de 1970
- 1971 - Comité Organizador de los Juegos Panamericanos de 1971
- 1972 - Comité Olímpico Turco
- 1972 - Ciudad de Sapporo
- 1973 - Gente de Munich
- 1974 - Comité Olímpico Búlgaro
- 1975 - Comité Olímpico Nacional Italiano
- 1976 - Federación Checoslovaca de Cultura Física y Deportes
- 1977 - Comete Olímpico de Costa de Marfil
- 1978 - Comité Olímpico Helénico
- 1979 - Comité Organizador del Campeonato Mundial de Remo 1978 en Nueva Zelanda
- 1980 - Ginásio Clube Portugues
- 1981 - Confederación Suiza, Academia Olímpica Internacional
- 1982 - Racing Club de Francia
- 1983 - Comité Olímpico de Puerto Rico
- 1984 - Comité Organizador de los Campeonato Mundial de Atletismo de 1983
- 1985 - Comité Olímpico Chino
- 1986 - Ciudad de Stuttgart
- 1988 - L'Équipe
- 1988 - Gente de Australia
- 1989 - Ciudad de Seúl
- 1989 - La Gazzetta dello Sport
- 1990 - Panellinios Athletic Club en Atenas
- 1991 - Comité Olímpico Japonés
- 1992 - Departamento de Saboya
- 1992 - Ciudad de Barcelona
- 1993 - Comité Olímpico Monégasque
- 1994 - Comité Olímpico Francés
- 1994 - Gente de Noruega
- 1995 - Comité Olímpico de Corea
- 1996 - Ciudad de Baden-Baden
- 1997 - Sin premio
- 1998 - Gente de Nagano
- 1999 - Organización de las Naciones Unidas
- 2000 - Ciudad de Sídney
- 2001 - Escuela Kip Keino, Eldoret
- 2002 - Gente de Salt Lake City
- 2003 - Equipo Alinghi
- 2004 - Personas de Atenas[2]
- 2005 - Museo Olímpico de Invierno de Lake Placid
- 2006 - Pueblo de Turín
- 2007 - Sin premio
- 2008 - Gente de Pekín[3]
- 2009 - Sin premio
- 2010 - Gente de Singapur[4]
- 2011 - Confederación Sudafricana de Deportes y Comité Olímpico y el pueblo de Durban
- 2012 - Gente de Londres[5]
- 2016 - Gente de Río de Janeiro
- 2018 - Gente de Buenos Aires[6]

|}